# Выборы в Законодательное собрание Свердловской области (1996)
Выборы в Законодательное собрание Свердловской области II-го созыва прошли 14 апреля 1996 года по пропорциональной избирательной системе.

## Предшествующие события

### Преобразование Свердловской областной думы
Свердловская областная дума, приняв основные областные НПА и документы, приняла решение о собственном преобразовании в двухпалатное Законодательное собрание, состоявшее из двух палат — Областной думы и Палаты Представителей.
В рамках данной реформы, был принят Закон «О порядке выборов и ротации депутатов областной Думы Законодательного Собрания Свердловской области в 1996 году», который предусматривал, что полномочия депутатов облдумы, которые являлись членами правительства области, либо состояли на государственной службе, а также являются выборными должностными лицами органов местного самоуправления или состоят на муниципальной службе — прекращаются 14 апреля 1996 года, и они должны быть переизбраны. Оставшиеся же члены сохраняли свои мандаты до выборов 1998 года. Эти события вызвали серьёзные недовольства среди некоторых политических деятелей, и привело к коллективному судебному иску, который не был удовлетворён.

### Подготовка к выборам
К выборам были допущены 7 общественно-политических объединений: Наш дом — наш город (НДР, «Вперёд, Россия!», ДВР, Уральский земской союз); Горнозаводской Урал («Кедр», ПСТ и объединение «Гармония и достоинство»;); Коммунисты Свердловской области (КПРФ и РКРП); Преображение Урала; Яблоко; ЛДПР; Зяблицев — фонд.

## Результаты выборов

### Нижняя палата
| Областная дума Свердловской области ЗакСо II-го созыва         |                                        |                |                |                |       |          |       |       |
| Партия                                                         | Партия                                 | Кандидатов     | Голоса         | Голоса         | Места | Места    | Места | Места |
| Партия                                                         | Партия                                 | Кандидатов     | No.            | %              | До    | Выиграно | После | +/–   |
|                                                                | Преображение Урала                     | ??             | ??             | 35,2           | 3     | 6        | 7     | ▲+4   |
|                                                                | Наш дом — наш город                    | ??             | ??             | 15,6           | 0     | 3        | 3     | новая |
|                                                                | Коммунисты Свердловской области        | ??             | ??             | 15,6           | 0     | 3        | 3     | новая |
|                                                                | Горнозаводской Урал                    | ??             | ??             | 12,4           | 0     | 2        | 2     | новая |
| Партии, оставшиеся после ротации 1/2 нижней палаты ЗакСобрания |                                        |                |                |                |       |          |       |       |
|                                                                | Независимые                            | Не участвовала | Не участвовала | Не участвовала | 18    |          | 12    | ▼-6   |
|                                                                | Аграрная партия России                 | Не участвовала | Не участвовала | Не участвовала | 2     |          | 2     | ▬     |
|                                                                | Партия российского единства и согласия | Не участвовала | Не участвовала | Не участвовала | 2     |          | 1     | ▼-1   |
|                                                                | Выбор России                           | Не участвовала | Не участвовала | Не участвовала | 1     |          | 1     | ▬     |
| Партии, не прошедшие пятипроцентный барьер                     |                                        |                |                |                |       |          |       |       |
|                                                                | Зяблицев — фонд                        | ??             | ??             | 4,9            | 0     |          | 0     | новая |
|                                                                | Яблоко                                 | ??             | ??             | 4,0            | 0     |          | 0     | новая |
|                                                                | ЛДПР                                   | ??             | ??             | 3,1            | 0     |          | 0     | новая |
| Всего                                                          | Всего                                  | Всего          | ??             | 100.00         | 28    |          | 28    |       |

### Верхняя палата
| Депутат                         | Округ | Должность на момент избрания                                                             | Примечания                              |
| ------------------------------- | ----- | ---------------------------------------------------------------------------------------- | --------------------------------------- |
| Акулов Сергей Александрович     | 9     | начальник управления здравоохранения Администрации г. Екатеринбурга                      | с 28 июня 1996 г.                       |
| Арефин Геннадий Васильевич      | 14    | глава администрации Нижнесергинского района                                              |                                         |
| Бурматов Иван Григорьевич       | 20    | директор Ревдинского учебно-производственного предприятия Всероссийского общества слепых |                                         |
| Гордеева Светлана Ивановна      | 21    | главный уполномоченный службы Пенсионного фонда РФ по г. Ирбиту                          |                                         |
| Диденко Николай Наумович        | 17    | Глава города Нижнего Тагила                                                              |                                         |
| Дубинкин Сергей Васильевич      | 8     | управляющий отделением Пенсионного фонда РФ по Свердловской области                      |                                         |
| Иванов Людвиг Григорьевич       | 3     | глава администрации г. Богдановича                                                       |                                         |
| Косолапов Валерий Александрович | 2     | глава администрации Алапаевского района                                                  |                                         |
| Крупин Николай Михайлович       | 1     | управляющий Асбестовским отделением Сберегательного банка РФ                             |                                         |
| Кучерюк Владимир Данилович      | 18    | генеральный директор АООТ «Первоуральскгаз»                                              |                                         |
| Матушкин Владимир Георгиевич    | 10    | генеральный директор АО «Уральский завод резинотехнических изделий»                      |                                         |
| Михель Виктор Егорович          | 13    | глава администрации г. Краснотурьинска                                                   |                                         |
| Серяков Владимир Сергеевич      | 16    | генеральный директор государственного производственного объединения «Уралвагонзавод»     |                                         |
| Степаненко Георгий Иванович     | 5     | адвокат, заведующий юридической консультацией № 6 г. Екатеринбурга                       | с 28 июня 1996 г., убит 3 марта 1998 г. |
| Тетюхин Владислав Валентинович  | 15    | генеральный директор АО «Верхнесалдинское металлургическое производственное объединение» |                                         |
| Федулёв Павел Анатольевич       | 19    | председатель правления АОЗТ "Негосударственный пенсионный фонд «Счастливый берег»        |                                         |
| Чернецкий Аркадий Михайлович    | 6     | Глава города Екатеринбурга                                                               |                                         |
| Шапошников Александр Юрьевич    | 7     | главный врач МУ «Скорая медицинская помощь»                                              |                                         |
| Шеремет Иннокентий Викторович   | 4     | директор индивидуального частного предприятия «Телевизионное агентство Урала»            |                                         |
| Язев Валерий Афонасьевич        | 12    | президент АООТ "Корпорация «ЯВА»                                                         |                                         |
| Якимов Виктор Васильевич        | 11    | Глава города Каменск-Уральского                                                          |                                         |